# Joseph Vigier
Pour les articles homonymes, voir Vigier.
Joseph, vicomte Vigier (Savigny-sur-Orge, 12 août 1821 - Paris, 12 avril 1894) fut l'un des premiers photographes primitifs. Élève de Gustave Le Gray, il réalisa des photographies des Pyrénées, durant l'année 1853. Avec son ami Olympe Aguado, il est membre fondateur de la Société française de photographie.
Il fit ses études au Lycée Henri-IV où il fut condisciple d'Henri d'Orléans et avec lequel il resta lié toute sa vie. Outre la photographie, il a été un des promoteurs des courses équestres et de l'élevage de purs-sangs à Chantilly. Plusieurs de ses photographies figurent dans la désormais célèbre collection de la duchesse de Berry. Il était le petit-fils du maréchal Davout, duc d'Auerstaedt et de Pierre Vigier, fils d'Achille Vigier (1801-1868) maire de Savigny-sur-Orge. Il était aussi le demi-frère d'Achille Georges Vigier.